# Jamanal, Gokak
Jamanal là một làng thuộc tehsil Gokak, huyện Belgaum, bang Karnataka, Ấn Độ.